# Lehtimäki
Lehtimäki est une petite ancienne municipalité de l'Ouest de la Finlande, dans la région d'Ostrobotnie du Sud. Elle a été rattachée au 1er janvier 2009 à Alajärvi.
C'est une petite commune à vocation largement agricole. La municipalité est assez pauvre et peine à subvenir à ses obligations notamment dans le domaine de la santé. Il a été envisagé de la fusionner avec une de ses voisines, mais dernièrement[Quand ?] un accord qui avait été négocié avec Kuortane a été rejeté par le conseil municipal de Lehtimäki. Le rythme de baisse de la population, un des plus élevés du pays (autour de 2 % par an), rendra bientôt cette fusion incontournable[Interprétation personnelle ?].
Le climat y est rude, la commune se surnommant elle-même la Laponie des plaines. Les forêts sont omniprésentes, seule la partie centrale de la commune, à proximité du principal village, est défrichée et mise en culture.

## Personnalités liées à Lehtimäki
- La femme politique Eveliina Ala-Kulju (1867-1940) y est née.